# Kojc
Kojc je priimek v Sloveniji, ki ga je po podatkih Statističnega urada Republike Slovenije na dan 1. januarja 2010 uporabljalo 211 oseb.

## Znani nosilci priimka
- Alojz Kojc (1898—1945), vrtnar, zbiralec, fotograf (Vrtnarska zbirka v Šoštanju)
- Maja Kojc (*1968), glasbenica, oboistka, umetniška vodja Simfoničnega orkestra RTV Slovenija
- Martin Kojc (1901—1978), (para-)psiholog in publicist
- Meta Kojc, knjižna restavratorka
- Milan Kojc (1925—1998), ekonomist, gospodarstvenik
- Nika Kojc, nevropatologinja
- Robert Kojc (*1975), pravnik, politik, diplomat
- Tončka Kojc (1902—?), kulturna delavka
- Viktor Kojc (1925—2000), slikar, kipar, likovni pedagog, galerist, likovni kritik in publicist